# Cobas
I COBAS (Comitati di base) sono degli organismi sindacali autonomi sorti nel 1986, inizialmente nei comparti scuola e trasporti,  al di fuori e in contrasto con i sindacati confederali (CGIL, CISL e UIL). Praticano forme di lotta spesso non convenzionali e rifiutano una struttura verticistica nazionale.

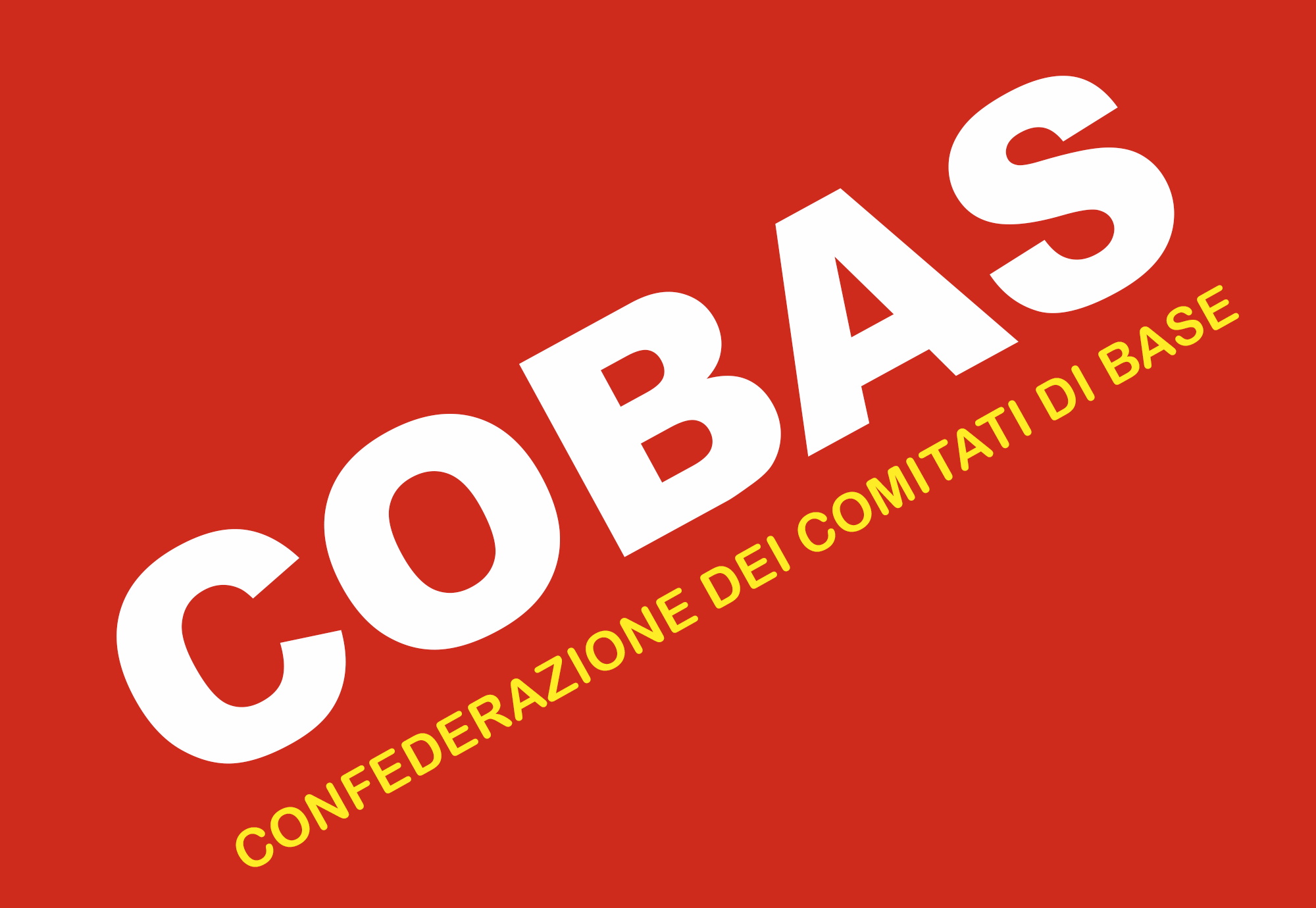

## Storia
Il termine Cobas nacque originariamente nei primi anni ottanta come sigla Co.Ba.S. (Comitati di Base della Scuola) ed è stato poi contratto nella forma attuale a significare i comitati di base di qualsiasi categoria, non solo della scuola pubblica. In qualche modo essi si richiamavano, in forma diversa (sindacale), a quegli organismi che erano sorti negli anni settanta (Comitati di Base, Comitati di Lotta, Comitati di Agitazione, Comitati Unitari di Base, ecc.) all'interno del movimento operaio, studentesco e dei lavoratori in generale.

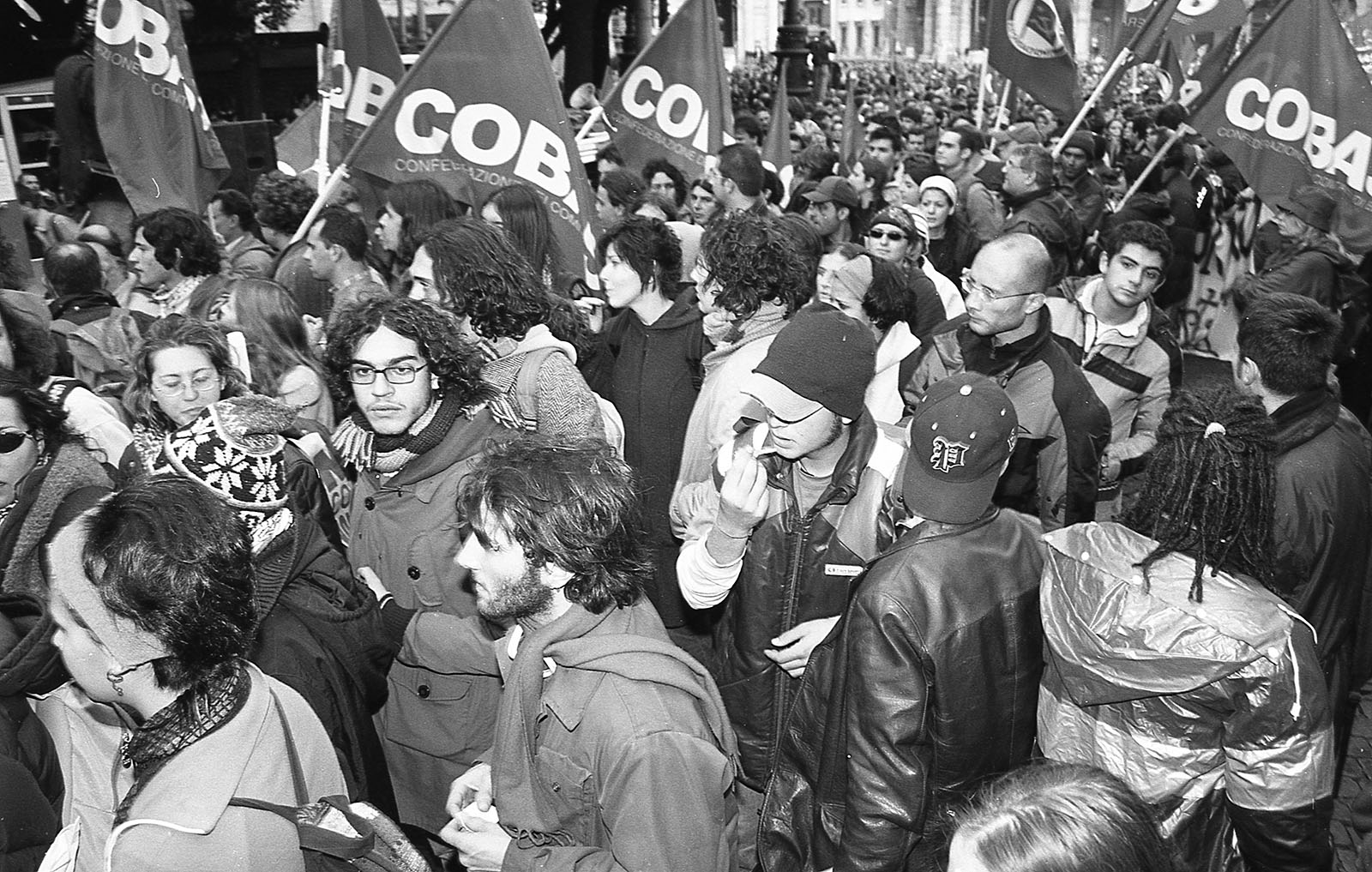
Manifestazione COBAS a Roma nel 2001

Dopo alcuni tentativi di consigli di fabbrica autoconvocati nel settore metalmeccanico avvenuti nel 1984 di fronte all'attacco al "costo del lavoro" da parte anche di componenti dello stesso "mondo sindacale", le prime categorie in cui i lavoratori si autorganizzarono in comitati di base furono nel 1986 la scuola pubblica (con la creazione dell'Associazione COBAS Scuola, trasformatasi nel 1995 in Associazione Federativa Nazionale COBAS Scuola e i macchinisti delle Ferrovie dello Stato (con il CO.M.U.).
Il primo sindacato basato su l'autorganizzazione operaia è stato il Sindacato Lavoratori Autorganizzati costituito a Napoli nel 1992 da Vittorio Granillo, poi divenuto SLAI (Sindacato Lavoratori Autorganizzati Italiani) Cobas con sede legale a Pomigliano. La grande diffusione nelle fabbriche dello SLAI Cobas ha portato ad un punto alto nelle lotte operaie (Pomigliano, Arese, Cassino, Mirafiori, ecc.). 
Dallo SLAI Cobas sono usciti vari "pezzi" che hanno costituito i seguenti sindacati: SIN Cobas (Sindacato Intercategoriale Nazionale dei comitati di base), nato il 14 ottobre 1996 e poi confluito nel 2007 ne Sindacato dei lavoratori intercategoriale, ADL Cobas e SI Cobas, che nasce nel 2010 dalla fuoriuscita di Aldo Milani. Dal SI Cobas una spaccatura nel 2016 ha generato poi SOL Cobas, il cui fondatore Zerbini era stato uno dei leader milanesi del SI Cobas. 
Vi è anche la Confederazione Italiana di Base Unicobas (Scuola, Università, Formazione Professionale, Sanità, Pubblico Impiego, Enti Locali, Metalmeccanici e lavoratori generici del settore privato).
I sindacati SLAI Cobas, SI Cobas, ADL Cobas, SGB, USI-AIT, SlaiProlCobas, Sol Cobas e altri minori si sono opposti al  Protocollo di Confindustria e Cgil-Cisl-Uil del 10 gennaio 2014.
Recentemente i Cobas sono saliti alla cronaca anche nel settore dei camionisti (autotrasporti privati) con numerose lotte e denunce soprattutto nel nord Italia,con la fondazione della Federazione Autisti Operai. 
Si può stimare la consistenza dei vari sindacati di base in oltre 500.000 lavoratori iscritti.

## Struttura
I Cobas sono comitati di lavoratori autorganizzati che differiscono dai sindacati confederali in quanto non hanno un'organizzazione verticistica nazionale che decide delle vertenze "dall'alto", ma sono organizzati localmente "dal basso" (o appunto, dalla "base"). Tale strategia organizzativa è tesa a recuperare l'organizzazione sindacale tipica dei "consigli di fabbrica", abbandonata da CGIL, CISL e UIL all'indomani delle sconfitte sindacali dei primi anni '80.
Il tipo di organizzazione, di istanze sindacali e di strategia dei Cobas hanno fatto sì che almeno inizialmente i loro membri fossero nella maggior parte di sinistra, o comunque di ispirazione anticapitalista e comunista.